# Ga Hanam Geomdansan
Ga Hanam Geomdansan (Tiếng Hàn: 하남검단산역, Hanja: 河南黔丹山驛) là ga tàu điện ngầm và ga cuối của Tàu điện ngầm vùng thủ đô Seoul tuyến 5 trải dài qua Cheonhyeon-dong và Sinjang-dong, Hanam-si, Gyeonggi-do.

## Lịch sử
- 29 tháng 5 năm 2019: Tên ga được xác nhận là Ga Hanam Geomdansan [2]
- 27 tháng 3 năm 2021: Đoạn Ga Hanam Pungsan ~ Ga Hanam Geomdansan của Tàu điện ngầm vùng thủ đô Seoul tuyến 5 khai trương và trở thành ga cuối cùng.

## Bố trí ga
| Tòa thị chính Hanam ↑ |
| \| W/B                |
| Kết thúc              |

| Hướng Tây  | ●Tuyến 5 | ← Hướng đi Gangdong · Wangsimni · Gwanghwamun · Banghwa |
| Hướng Đông | ●Tuyến 5 | → Kết thúc tại ga này                                   |

## Xung quanh nhà ga
| Lối ra \| 나가는 곳 \| Exit \| 出口 | Lối ra \| 나가는 곳 \| Exit \| 出口 |
| ----------------------------------- | --- |
| 1                                   | Trường tiểu học Changwoo Trường trung học cơ sở Shinjang Công viên Saenara Trung tâm phúc lợi xã hội tổng hợp thành phố Hanam Union Park |
| 2                                   | Công viên Eunbangul Hướng nhà xe công cộng Hanam |
| 3                                   | Khu vực Changwoo Trường Trung học Quản lý Hanam Công viên Changwoo Green Trường tiểu học Hanam Trường trung học cơ sở Hanam Trung tâm xúc tiến doanh nghiệp vừa và nhỏ thành phố Hanam Trường trung học hoạt hình Hàn Quốc Hanam Geomdansan |
| 4                                   | Bưu điện Changwoo-dong Trạm cứu hỏa Hanam Công viên Saehimang Công viên Kkumdongsan Tòa thị chính Hanam Trường tiểu học Cheonhyeon |

## Hình anh

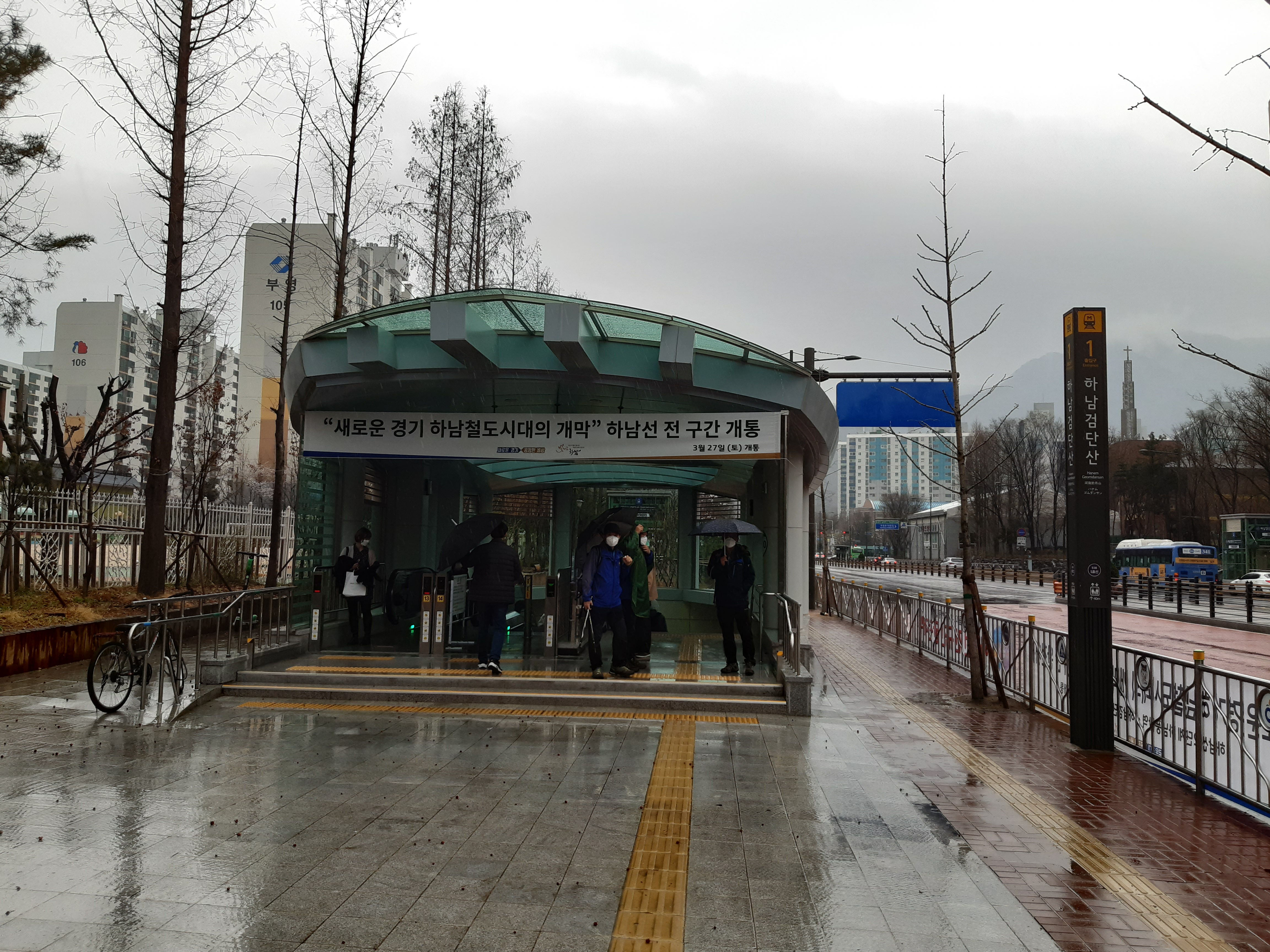
Lối ra 1